# Kalvhuvudet
Kalvhuvudet är en sjö i Kungälvs kommun i Bohuslän och ingår i Göta älvs huvudavrinningsområde. Sjön är 7,5 meter djup, har en yta på 0,0055 kvadratkilometer och är belägen 140 meter över havet.